# Vernon Norwood
Vernon Larnard Norwood (New Orleans, 10 aprile 1992) è un velocista statunitense.

## Palmarès
| Anno | Manifestazione  | Sede       | Evento          | Risultato  | Prestazione | Note                                     |
| ---- | --------------- | ---------- | --------------- | ---------- | ----------- | ---------------------------------------- |
| 2015 | Mondiali        | Pechino    | 400 m piani     | Semifinale | 45"07       |                                          |
| 2015 | Mondiali        | Pechino    | 4 × 400 m       | Oro        | 2'57"82     | [ 1 ]                                    |
| 2016 | Mondiali indoor | Portland   | 400 m piani     | Batteria   | dq          |                                          |
| 2016 | Mondiali indoor | Portland   | 4 × 400 m       | Oro        | 3'02"45     | Miglior prestazione mondiale stagionale  |
| 2018 | Mondiali indoor | Birmingham | 4 × 400 m       | Argento    | 3'01"97     |                                          |
| 2019 | World Relays    | Yokohama   | 4 × 200 m       | Oro        | 1'20"12     |                                          |
| 2019 | Mondiali        | Doha       | 400 m piani     | Semifinale | 45"00       |                                          |
| 2019 | Mondiali        | Doha       | 4 × 400 m       | Oro        | 2'56"69     | [ 1 ]                                    |
| 2021 | Giochi olimpici | Tokyo      | 4 × 400 m       | Oro        | 2'55"70     | [ 1 ]                                    |
| 2021 | Giochi olimpici | Tokyo      | 4 × 400 m mista | Bronzo     | 3'10"22     | Miglior prestazione personale stagionale |
| 2022 | Mondiali        | Eugene     | 4 × 400 m       | Oro        | 2'56"17     | [ 1 ]                                    |
| 2022 | Mondiali        | Eugene     | 4 × 400 m mista | Bronzo     | 3'10"16     |                                          |
| 2023 | Mondiali        | Budapest   | 400 m piani     | 4º         | 44"39       |                                          |
| 2023 | Mondiali        | Budapest   | 4 × 400 m       | Oro        | 2'57"31     | Miglior prestazione mondiale stagionale  |
| 2024 | Giochi olimpici | Parigi     | 4x400 m         | Oro        | 2'54"43     | Record olimpico                          |
| 2024 | Giochi olimpici | Parigi     | 4x400 m mista   | Argento    | 3'07"74     | [ 2 ]                                    |

## Altre competizioni internazionali
2017
- Oro al DécaNation ( Angers), 400 m piani - 46"45